# Aconitum brevipetalum
Aconitum brevipetalum är en ranunkelväxtart som beskrevs av Wen Tsai Wang. Aconitum brevipetalum ingår i släktet stormhattar, och familjen ranunkelväxter. Inga underarter finns listade i Catalogue of Life.